# Наталья Обренович
Ната́лья Обре́нович (серб. Наталија Обреновић, урождённая Наталья Петровна Кешко; 14 мая 1859, Флоренция — 5 мая 1941 или 8 сентября 1941, Сен-Дени) — жена короля Сербии Милана I, принцесса-супруга Сербии с 1875 до 1882, королева-супруга Сербии с 1882 до 1889, королева-мать Сербии с 1889 до 1903.

## Биография
Наталья Кешко — дочь богатого бессарабского помещика и полковника российской службы Петра Ивановича Кешко (этнического молдаванина) и молдавской княжны Пульхерии Стурдзы.
Получила светское образование. 17 октября 1875 г. вышла замуж за сербского князя (позже короля) Милана. Под её влиянием скромный до тех пор сербский двор стал отличаться блеском и роскошью. С первых же лет супружеской жизни у Натальи начались раздоры с мужем. Видеть их причину в политических разногласиях было бы ошибкой: Наталия всегда склонялась к той партии, которая в данный момент была враждебна её мужу. Значительную роль играло стремление королевы руководить делами страны, а также, может быть, супружеская неверность Милана.
Сначала Наталья умела, по её выражению (в меморандуме, поданном в скупщину в 1890 году), скрывать слёзы за весёлой улыбкой, но в 1887 году это стало для неё невозможным: Милан заключил с нею формальный договор, в силу которого их сын должен был воспитываться в Германии и во Франции под надзором матери, получавшей доступ в Сербию только на летние месяцы. Наталья подписала договор, рассчитывая, как она сама говорит в меморандуме, что он не будет исполнен; но Милан принудил её выехать за границу и первый же стал нарушать его. Наталья начала агитацию, находя горячую поддержку в партии напредняков, надеявшихся поднять свой престиж при помощи королевы, популярность которой в народе, питаемая всеобщей ненавистью к её мужу, в то время была ещё довольно велика. Наталью поддерживал и сам глава Сербской прогрессивной партии Милутин Гарашанин, который занимал в то время пост председателя правительства и его отставку в 1887 году часто связывают с его медлительности в деле расторжения брака королевской четы. 
Милан предложил своей жене новый договор, в главных чертах подтверждавший первый. Но Наталье было важнее вернуться в Сербию, чем оставаться с сыном, и потому она отвергла соглашение. Тогда Милан послал генерала Протича, который, при помощи германской полиции, отобрал у матери сына, основываясь на отцовском праве. Одновременно Милан начал процесс о разводе. Для него не нашлось формальных оснований; духовный суд не хотел принять жалобы короля, но митрополит Теодосий своей властью признал брак расторгнутым (12 октября 1888 года).
Наталья не примирилась, однако, с положением разведённой жены. Отречение Милана от престола оживило надежды Натальи; упорно отказываясь от предлагаемых ей регентством свиданий с сыном за границей, она стала добиваться восстановления своих прав королевы-матери и, наконец, в конце 1889 г. вернулась в Сербию. Регентство препятствовало ей в её свиданиях с сыном, и вообще положение её было уже не прежнее. Наталья подала в скупщину длинный меморандум, в котором подробно излагала историю своих отношений с мужем и, не определяя в точности своих желаний, требовала «справедливости, если только справедливость существует в этой стране». Скупщина признала себя некомпетентной для обсуждения этого документа, но синод, по жалобе Наталии, признал незаконным акт митрополита Теодосия (уже замененного к тому времени Михаилом).

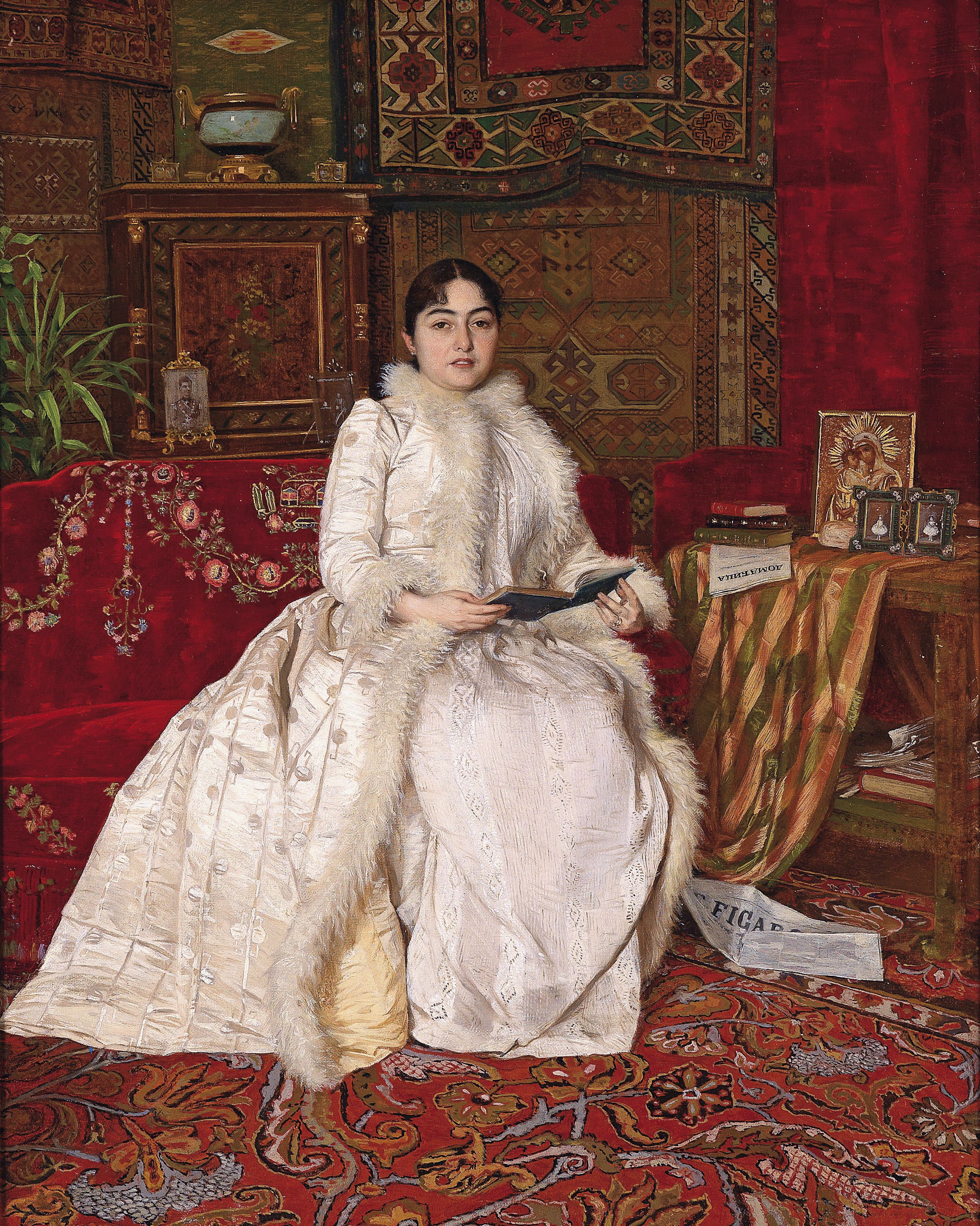
Портрет кисти Уроша Предича

В 1891 году скупщина постановила, что родители короля не имеют права въезда в Сербию до его совершеннолетия. Наталья не подчинилась этому решению; правительству Пашича пришлось прибегнуть к силе. Наталья собрала своих сторонников, которые в первый раз отбили её из рук жандармов; на следующий день, однако, она была препровождена на вокзал и вывезена за границу, причем произошла уличная схватка, во время которой было несколько убитых. Не довольствуясь агитацией в печати через других лиц, Наталья сама написала сказку «Мать» (русский перевод, СПб., 1891), в которой, в сказочной форме, изображала историю отношений между добродетельными матерью и сыном, разлучёнными злой силой. Фактически неверно в ней изображение сына, всей душой стремящегося к матери, тогда как в действительности 15-летний король спокойно играл в кегли во время уличной свалки из-за его матери.
В 1893 году Александр I особым указом восстановил права Натальи; она вернулась в Сербию. Влияние её на сына стало значительнее, чем прежде, и перевесило даже влияние Милана. Меморандум Натальи, со всеми документами, напечатан под заглавием: «Mémoires de Nathalie, reine de Serbie» (Париж, 1891). Однако, в 1898 г. королева-мать, недовольная предстоящим браком её сына, короля Александра, с придворной дамой Драгой Машин, уехала за границу и жила с тех пор преимущественно в Биаррице, на вилле «Сашино» (названной так ею в честь сына). В 1902 году Наталья перешла в католичество. После военного переворота 1903 года, когда Александр и его жена были зверски убиты, и к власти пришли Карагеоргиевичи, — экс-королева Наталья приняла монашество. Почти всю оставшуюся жизнь она прожила во Франции. Скончалась 8 мая 1941 г. в монастыре Сен-Дени, близ Парижа. Похоронена на кладбище Ларди, невдалеке от Парижа. Её неопубликованные мемуары хранятся в Ватикане. Свои земельные владения в Сербии Наталья завещала Белградскому университету, а также монастырям и церквам, находившимся под покровительством Обреновичей. При жизни она оказывала материальную поддержку потомкам Якова Обреновича, брата князя Милоша Обреновича.